# Fernando Chomalí Garib
Fernando Natalio Chomalí Garib (Santiago de Chile, 10. ožujka 1957.) čileanski je prelat Katoličke Crkve koji je od prosinca 2023. nadbiskup metropolit Santiaga u Čileu. Za biskupa je posvećen 2006., pet je godina služio kao pomoćni biskup Santiaga, a zatim je od 2011. do 2023. bio metropolitski nadbiskup Concepcióna. Kardinal je od 7. prosinca 2024. godine.
Papa Franjo ga je 7. prosinca 2024. proglasio kardinalom, dodijelivši mu kao članu reda svećenika kardinala naslov San Mauro Abate.